# Ornässtugan, Ulriksdal

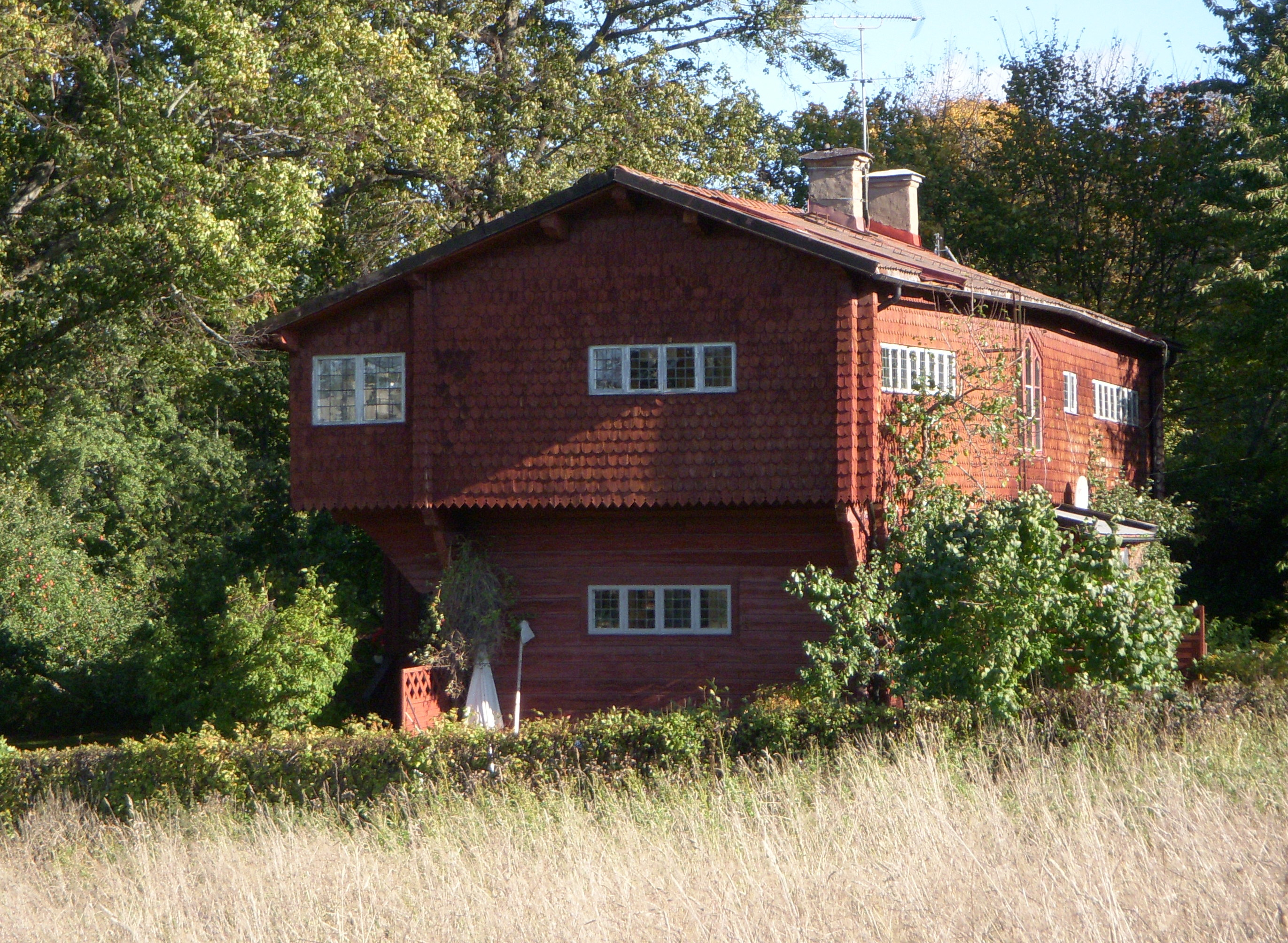
Ornässtugan, Ulriksdal, oktober 2012.

Ornässtugan i Ulriksdal är en kulturhistoriskt värdefull privatvilla vid Bryggbacken 5 på Ulriksdals slottsområde i Solna kommun. Byggnaden är en något mindre kopia av Ornässtugan i Ornäs, Dalarna och stod på världsutställningen i Paris 1867. Stugan ligger sedan 1869 på nuvarande slottsfastigheten Ulriksdal 2:3 som blev ett statligt byggnadsminne 1935. Dock ingår inte Ornässtugan i byggnadsminnet.

## Historik

### Sveriges paviljong 1867

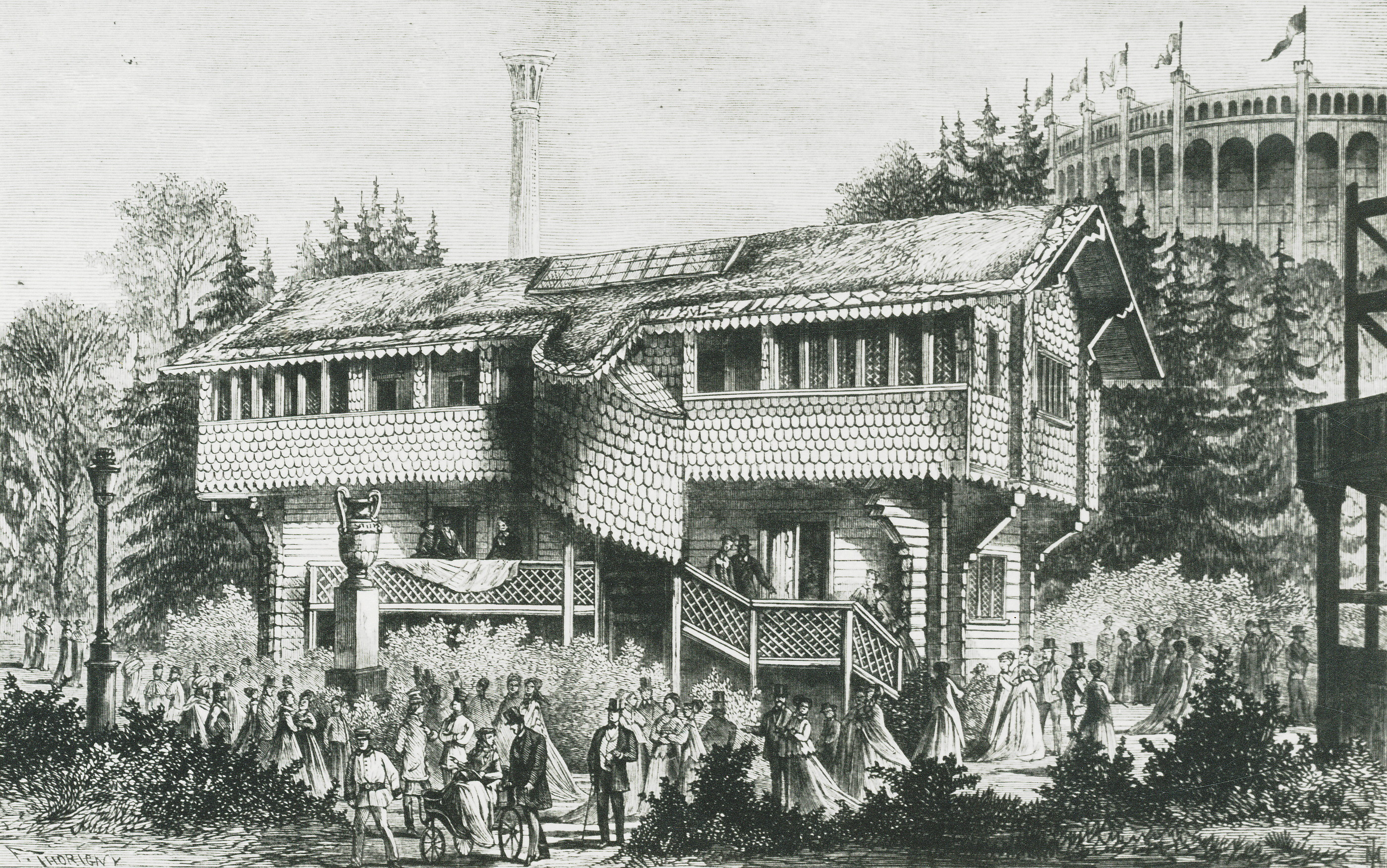
"Maison de Gustave Wasa" 1867.

Ornässtugan på Ulriksdals slottsområde var ursprungligen paviljongen för Svensk-norska unionen vid Världsutställningen i Paris år 1867. På utställningen kallades byggnaden Maison de Gustave Wasa (Gustav Wasas hus). Den svensk-norska utställningskommissionen, under ledning av kommissionens president Oskar II (dåvarande prins) och med hjälp av arkitekten Fredrik Wilhelm Scholander, ville visa en historisk timmerstuga som exempel på svensk allmogekultur. Som förebild valde de en loftbyggnad från Ornäs by i Dalarna, idag museum och kallad Ornässtugan. Den härstammar från början av 1500-talet och besöktes av Gustav Vasa vintern 1521 på sin flykt undan den danska kungen Kristian II:s soldater. Enligt sägen flydde han genom husets avträde som fanns i en utbyggnad på husets västfasad.
Kopian är mindre än originalet, men har liksom förebilden i Dalarna en stomme i liggtimmer, svalgång, utkragande övervåning, fjällpanel och sadeltak samt färgsättning i faluröd kulör. Istället för handbilat timmer byggdes stugan, som en av de första svenska byggnaderna, av maskinsågat timmer. Takstolen smyckades dock med inskrivna ordstäv ur Hávamál. Stugan blev därmed inte bara en symbol för tidens historiskt romantiska strömningar utan även ett exempel på tidig svensk industrialisering inom byggbranschen. Under Parisutställningen visades i Maison de Gustave Wasa en svensk folkskoleinteriör och svenska jordbruks- och fiskeredskap.

### Ett konstnärshem
Knappt två år efter utställningens slut förvärvade kung Karl XV byggnaden och lät flytta den till Ulriksdals slottsområde med inventarier och allt. Där blev byggnaden ett sommarnöje för bland andra kungens livmedikus professor Edvard Edholm. I övervåningen inredde kungen en egen ateljé. År 1921 blev huset permanentbostad med två lägenheter och konstnärsboning åt bildhuggaren Gustaf Sandberg och konstnären Axel Wallert samt konstnärinnorna Sigrid Wallert (hustru till Axel Wallert), sedermera även hem till Kerstin Bränngård (dotter till Gustaf Sandberg). Hennes son Björn Bränngård (född 1947) bor där fortfarande (2020) och driver ett arkitektkontor i huset.

### Nutida bilder

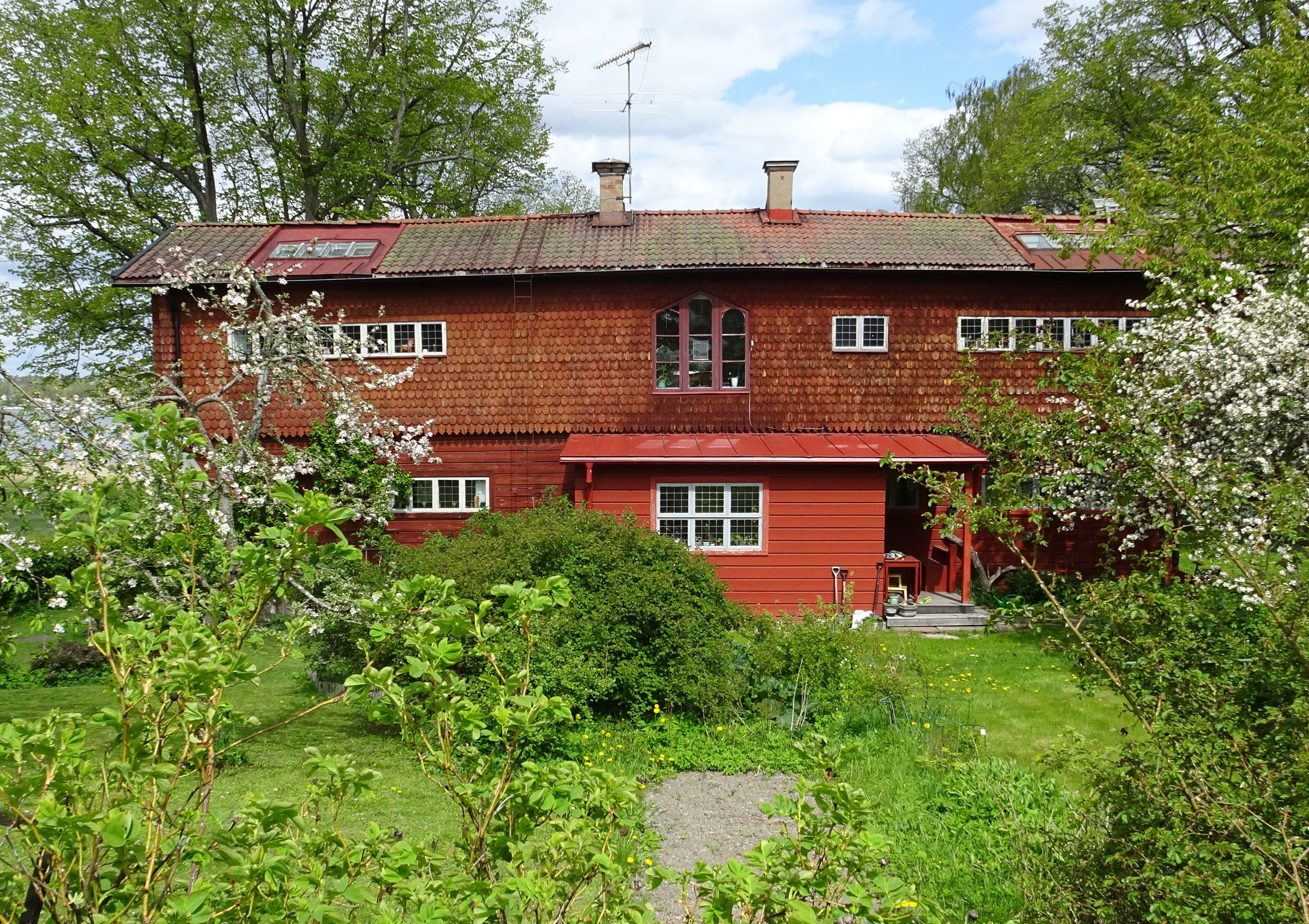
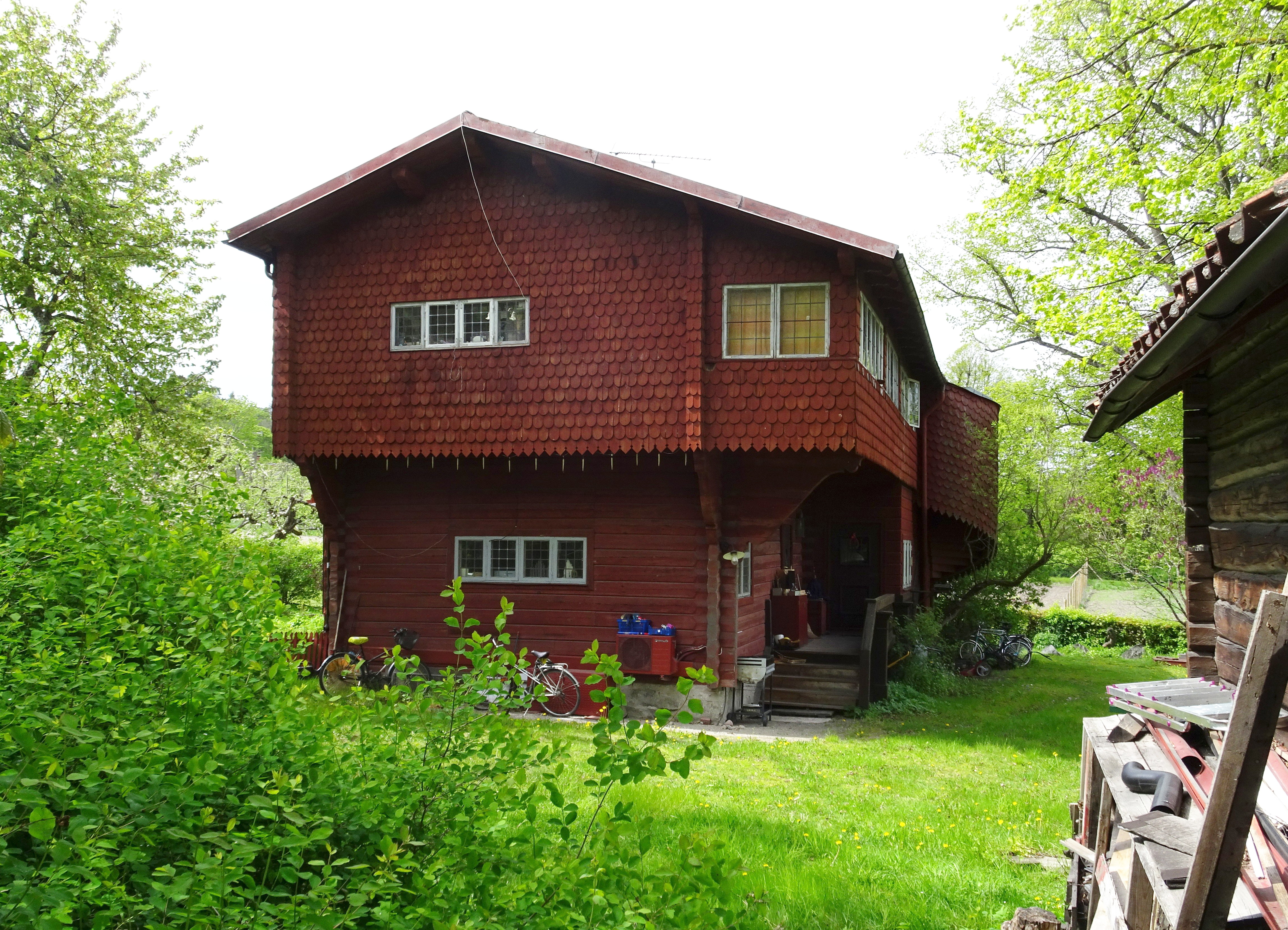
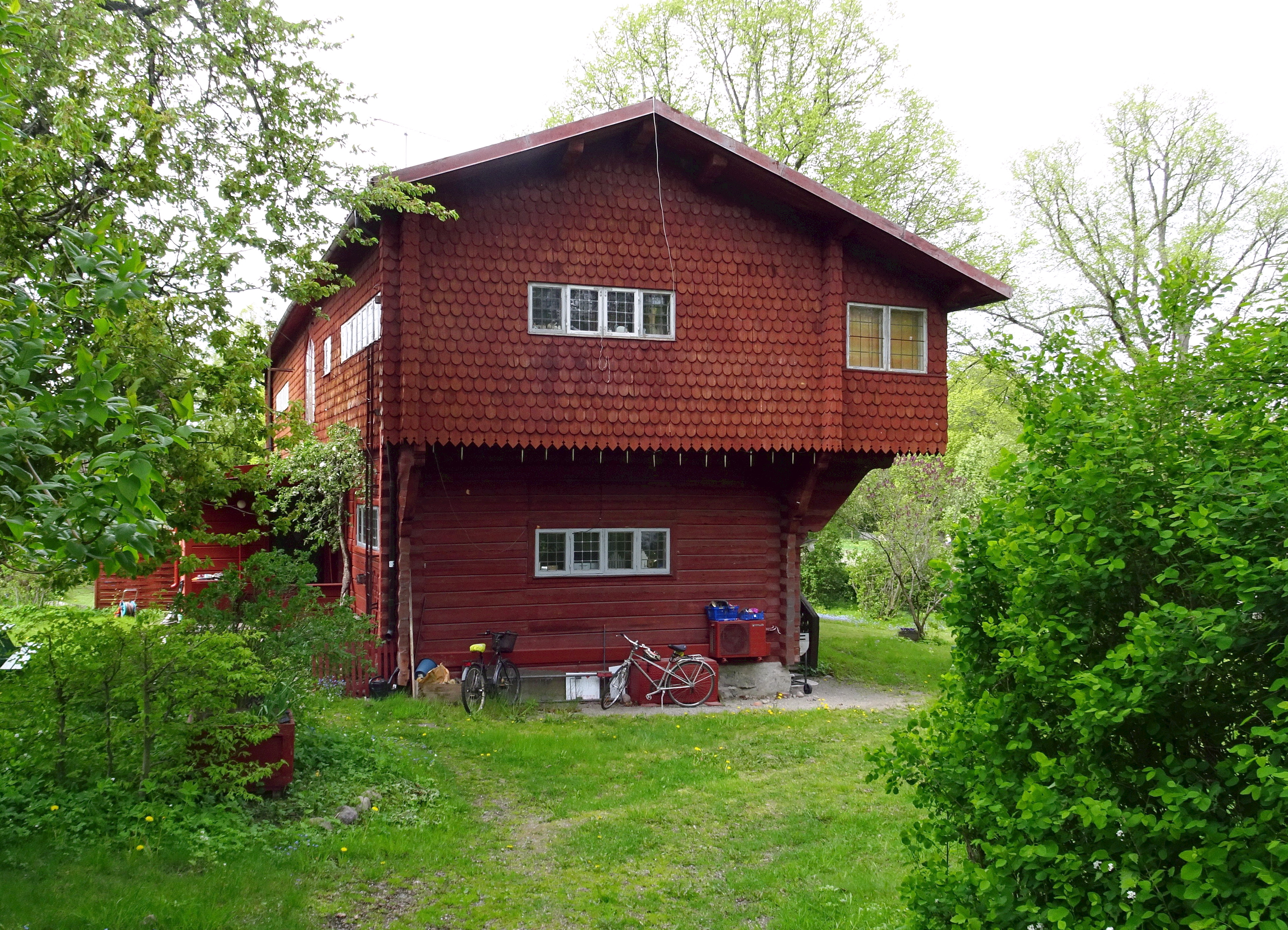
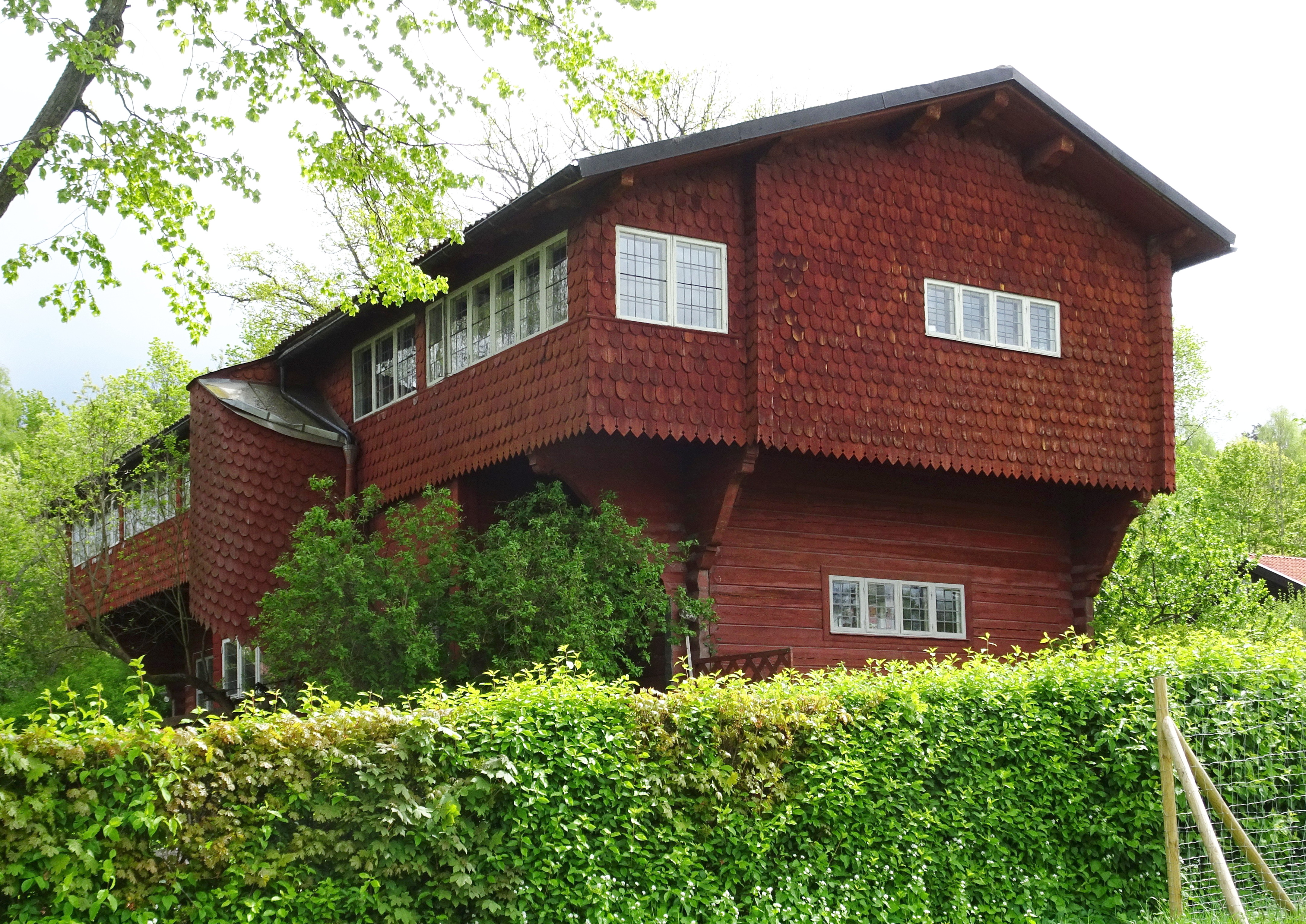